# Belciana kala
Belciana kala là một loài bướm đêm trong họ Noctuidae.